# Puerto Hurraco
Puerto Hurraco es una pedanía del municipio español de Benquerencia de la Serena, perteneciente a la provincia de Badajoz (comunidad autónoma de Extremadura).

## Situación
La aldea está situada a nueve kilómetros al sur de Benquerencia de la Serena. Pertenece a la comarca de La Serena y al Partido judicial de Castuera.
Constituye un paso practicable por la Sierra del Oro o Sierra Lora.

## Población
Cuenta con setenta y cinco habitantes durante los meses de otoño, invierno y primavera, ascendiendo el número de éstos en verano, alcanzando los 169 (INE 2009).[cita requerida]

## Economía
Su actividad económica está centrada en la aceituna, el grano, el cerdo y la oveja.

## Historia
Este lugar se hizo tristemente conocido por una matanza que ocurrió en el verano de 1990. Los hermanos Emilio y Antonio Izquierdo, de 58 y 53 años, dispararon varios cartuchos después de salir de un callejón oscurecido sobre vecinos del pueblo apellidados Cabanillas. Acabaron disparando sin distinción contra cualquiera que encontraran tomando el fresco en la calle o intentando huir. Una patrulla de la Guardia Civil que acudió desde Monterrubio de la Serena, a diez kilómetros de Puerto Hurraco, fue recibida a tiros por los Izquierdo, quienes huyeron al monte. Al día siguiente, la Guardia Civil los sorprendió durmiendo en el campo y, para evitar posibles linchamientos, los encerró en el juzgado de Castuera.
El balance final fue de nueve muertos y varios heridos, entre estos los dos primeros guardias civiles que acudieron a detenerlos. Sus dos hermanas, Luciana (62 años) y Ángela (49 años), con quienes vivían en Monterrubio de la Serena, fueron acusadas de inducirlos al crimen y, aunque fueron finalmente absueltas, acabaron sus días en el psiquiátrico de Mérida. Este suceso se consideró como una venganza por hechos como el incendio, al parecer intencionado, de una casa de su propiedad, en el que murió la madre de los hermanos Izquierdo y que ellos atribuyeron a los Cabanillas. Los Cabanillas anteriormente habían sufrido la muerte por apuñalamiento de uno de sus miembros por parte de un miembro de los Izquierdo. Ambas familias también habían tenido discusiones por las lindes. 
Las dos hermanas, Luciana y Ángela, fallecieron en 2005 con sólo diez meses de diferencia a la edad de 77 y 64 años respectivamente. El 13 de diciembre de 2006 el mayor de los hermanos Izquierdo, Emilio, falleció en la cárcel de Badajoz a los 72 años de edad. Padecía problemas de corazón y murió por causas naturales en su celda, donde fue hallado por un funcionario. Su hermano, Antonio Izquierdo, se suicidó en el módulo de enfermería de la misma cárcel de Badajoz el 25 de abril de 2010, también a la edad de 72 años.
En estos acontecimientos se basó la película El séptimo día (2004), dirigida por Carlos Saura y con guion de Ray Loriga, estrenada catorce años después de la masacre. También inspiraron la canción Veraneo en Puerto Hurraco del grupo Def Con Dos, que trata de manera muy sarcástica el hecho acontecido.

## Patrimonio
Iglesia parroquial católica bajo la advocación de Nuestra Señora de Belén, en la Archidiócesis de Mérida-Badajoz.